# Liste der Monuments historiques in Les Vallois
Die Liste der Monuments historiques in Les Vallois führt die Monuments historiques in der französischen Gemeinde Les Vallois auf.

## Liste der Objekte
| Bezeichnung  | Beschreibung        | Standort                       | Kennzeichnung | Schutzstatus | Datum | Bild |
| ------------ | ------------------- | ------------------------------ | ------------- | ------------ | ----- | ---- |
| Chorschranke | Schmiedeeisen, 1859 | in der Kirche St-Michel (Lage) | PM88000957    | Classé       | 1970  |      |